# Oberhaching
Oberhaching è un comune tedesco di 12 377 abitanti, situato nel land della Baviera.
Oberhaching è diventato anche un luogo di vita di alto livello grazie agli eccellenti collegamenti con Monaco e alla sua posizione tranquilla e rurale.

## Geografia
Il comune si trova a sud di Monaco di Baviera e a est di Grünwald, mentre a sud possiamo trovare Sauerlach e Straßlach-Dingharting; a Nord- Est invece ci sono Taufkirchen e Unterhaching. 
Il comune si divide in 9 frazioni:
- Deisenhofen
- Furth
- Gerblinghausen
- Jettenhausen
- Kreuzpullach
- Runningzorn
- Oberbiberg
- Oberhaching

## Politica
Il sindaco del comune è Stefan Schelle (CSU).
Il consiglio comunale di Oberhaching consiste di 25 membri (includendo il sindaco) ed è così composto:
- Christlich Soziale Union (CSU) - 10 seggi
- Bündnis 90/Die Grünen (Grüne) - 6 seggi
- Sozialdemokratische Partei Deutschlands (SPD) - 3 seggi
- Wählergemeinschaft Oberhaching (WGO) - 3 seggi
- Freie Demokratische Partei (FDP) - 1 seggio
- Freie Bürger Oberhaching (FreieB) - 1 seggio